# Haworthia bayeri
Haworthia bayeri je biljka iz porodice Asphodelaceae. Potiče iz Južne Afrike.

## Uzgoj
Najniža temperatura koju može izdržati je -1°C. Međutim, minimalna temperatura bi trebala biti 12°C. Trebala bi biti u sjeni, a ne izložena suncu. 